# Die verschwundene Miniatur (1954)
Die verschwundene Miniatur ist eine deutsche Filmkomödie aus dem Jahr 1954, die unter der Regie von Carl-Heinz Schroth entstand. Die Uraufführung fand am 25. Dezember 1954 in Bielefeld statt. Der Film basiert auf dem Roman Die verschwundene Miniatur (oder auch „Die Abenteuer eines empfindsamen Fleischermeisters“) von Erich Kästner aus dem Jahr 1935.

## Handlung
Fleischermeister Külz aus Hannover reist – der Familie und des Berufes plötzlich überdrüssig und ohne seiner Familie davon Mitteilung zu machen – nach Kopenhagen. Dort begegnet er der jungen und hübschen Irene Trübner, Privatsekretärin des reichen Kunstsammlers Steinhövel. Sie bittet ihn, ihr bei dem Transport einer von ihrem Arbeitgeber kürzlich in Kopenhagen bei einer Auktion erworbenen Miniatur nach Hannover behilflich zu sein. In der Zeitung ist soeben von dem Raub einiger bei ebendieser Auktion versteigerter Kunstgegenstände berichtet worden und sie hat Angst, ebenfalls bestohlen zu werden.
Die beiden verabreden, dass Külz am nächsten Morgen auf dem Bahnhof unauffällig von ihr die Miniatur erhalten soll, um dadurch eventuelle Räuber zu täuschen. Fräulein Irene steckt Herrn Külz jedoch nicht das Original, sondern eine Kopie zu. Die Räuber, von denen sich einer bei einem „Saufgelage“ am vorigen Tag die Bekanntschaft mit Herrn Külz erschlichen hat, reisen mit ihm im selben Abteil in der „dritten Klasse“. Fräulein Trübner trifft in ihrem Abteil der „zweiten Klasse“ Rudi Struve wieder, den sie ebenfalls erst am vorigen Tage kennengelernt hat. Während der Zugfahrt wird Herrn Külz die Miniatur gestohlen. 
Erst nach einigen Turbulenzen, in denen die Miniatur sowie ihre Kopie mehrfach die Besitzer wechseln, können die Räuber in Hannover gefasst werden, die Miniatur Herrn Steinhövel übergeben werden und Fräulein Trübner und der falsche „Rudi Struve“, der sich als Mitarbeiter der Versicherung, bei der die Miniatur versichert ist, erweist, ein Paar werden.

## Hintergrund
Das von Erich Kästner selbst geschriebene Drehbuch hält sich eng an den zugrunde liegenden Roman. Ganze Textpassagen sind übernommen. Der Fleischermeister Külz stammt im Roman aus Berlin, im Film aus Hannover.
Gedreht wurde im Carlton-Studio München-Tulbeckstraße sowie in Kopenhagen, Lübeck, Travemünde, Hannover und Großenbrode. Max Mellin und Wolf Englert schufen die Bauten, Klaus Stapenhorst war Produktionsleiter. Die Uraufführung erfolgte am 15. Dezember 1954 in Bielefeld.

## Kritik
„Etwas langatmig inszeniert, lebt der Film von der herausragenden Leistung Paul Westermeiers, vor allem aber von Erich Kästners köstlichen Beobachtungen bürgerlichen Alltags und menschlicher Schwächen. Insgesamt eine fröhliche Unterhaltung.“